# Trixoscelis canescens
Trixoscelis canescens – gatunek muchówki z rodziny Trixoscelididae.
Gatunek ten opisany został w 1865 roku przez F. Hermanna Loewa jako Geomyza canescens.
Muchówka o ciele długości około 3 mm. Głowa jej ma policzki wyższe niż u T. frontalis oraz wyposażona jest w wewnętrzne szczecinki ciemieniowe i skrzyżowane szczecinki zaciemieniowe. Czułki mają krótko owłosione aristy. Tułów jest ubarwiony szaro z brązowymi,  podłużnymi pasami na śródpleczu. Skrzydła są przezroczyste z ciemniejszą żyłką kostalną i przyciemnioną jej okolicą. Długość i szerokość skrzydeł są mniejsze niż u T. frontalis. Przednia para odnóży u samca często cechuje się przyciemnionym pierwszym członem stóp.
Owad znany z Andory, Wielkiej Brytanii, Belgii, Niemiec, Szwajcarii, Włoch, Polski, Łotwy, Litwy, Czech, Słowacji, Rumunii, Macedonii i europejskiej części Rosji.